# Dean Huijsen
Dean Donny Huijsen (ur. 14 kwietnia 2005 w Amsterdamie) – hiszpańsko-holenderski piłkarz, występujący na pozycji obrońcy w hiszpańskim klubie Real Madryt oraz w reprezentacji Hiszpanii. Wychowanek włoskiego Juventusu.

## Sukcesy

### Juventus F.C.
- Puchar Włoch: 2023/2024[4]

### Reprezentacja
- Wicemistrzostwo Europy U-17: 2022[4]